# Stowarzyszenie Fotograficzne CKfoto
Stowarzyszenie Fotograficzne CKfoto – polskie stowarzyszenie fotograficzne utworzone w 2009 roku w Kielcach, zrzeszające pasjonatów fotografii z Kielecczyzny. W latach 2011–2020 członek zbiorowy Fotoklubu Rzeczypospolitej Polskiej Stowarzyszenia Twórców.

## Historia
Stowarzyszenie Fotograficzne CKfoto powołano do życia w styczniu 2009  roku, z inicjatywy członków założycieli – Anny Benicewicz-Miazgi. Anny Góry-Klauzińskiej, Ernesta Klauzińskiego, Patryka Ptaka, Marcina J. Białka, Zdzisława Skuzy. W 2011 CKfoto zostało przyjęte w poczet członków zbiorowych Fotoklubu Rzeczypospolitej Polskiej Stowarzyszenia Twórców, w którego pracach uczestniczyło do roku 2020. W 2014 CKfoto zostało Delegaturą Fotoklubu RP w Kielcach, w tym samym roku stowarzyszenie przekształcono w Region Świętokrzyski Fotoklubu RP. CKfoto jako Region Świętokrzyski Fotoklubu RP funkcjonowało do czasu likwidacji regionów Fotoklubu RP w 2020 roku.

## Działalność
Celem działalności Stowarzyszenia Fotograficznego CKfoto jest upowszechnianie fotografii, upowszechnianie sztuki fotograficznej oraz kształtowanie ruchu fotograficznego w Kielcach, promocja Kielc i województwa świętokrzyskiego. CKfoto jest organizatorem wystaw fotograficznych; dorocznych, indywidualnych, zbiorowych, poplenerowych (m.in. członków stowarzyszenia) oraz wystaw pokonkursowych. Jest organizatorem konkursów fotograficznych, prelekcji, spotkań, warsztatów fotograficznych. Kilku członków założycieli CKfoto zostało przyjętych w poczet członków rzeczywistych Fotoklubu Rzeczypospolitej Polskiej – Anna Benicewicz-Miazga. Anna Góra-Klauzińska, Zdzisław Skuza. W 2013 Anna Benicewicz-Miazga została odznaczona Srebrnym Medalem „Za Fotograficzną Twórczość”. Anna Góra-Klauzińska została odznaczona Srebrnym Medalem „Za Zasługi dla Rozwoju Twórczości Fotograficznej”. W 2013 Anna Benicewicz-Miazga została uhonorowana tytułem Artiste FIAP (AFIAP), nadanym przez Międzynarodową Federację Sztuki Fotograficznej FIAP, z siedzibą w Luksemburgu. W 2016 roku została laureatką Nagrody Kultury – w uznaniu dokonań wzbogacających dorobek kulturalny województwa świętokrzyskiego, przyznaną przez Marszałka Województwa Świętokrzyskiego.